# Philibert Le Roy

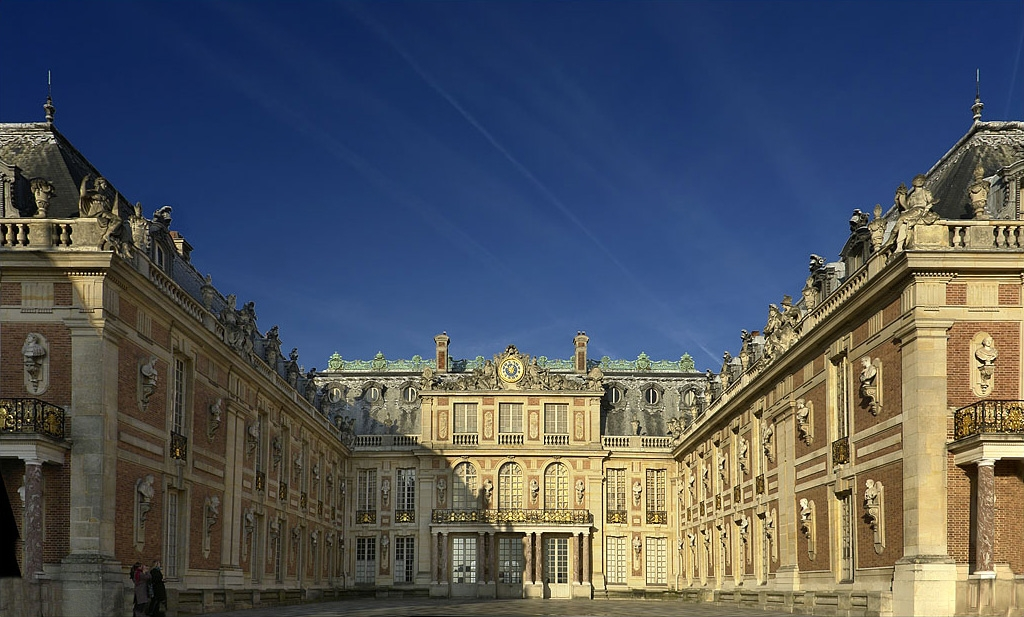
O pátio de mármore em Versalhes, sob a rica ornamentação e as três-alas.

Philibert Le Roy (? - † 1646) foi um arquiteto e engenheiro militar francês do século XVII, que trabalhou nos estilos clássicos e no Barroco. Hoje ele é lembrado como o “engenheiro real e arquiteto” do rei Luís XIII da França.

## Trabalhos
Registros históricos mostram que em 1625 Le Roy trabalhou para o irmão do rei, Gastão, Duque d'Orleães. Em 1627 ele se tornou um arquiteto real e foi envolvido em alguns pequenos projetos, em nome do rei. Uma delas foi a construção de um castelo de caça do Rei em Versalhes, uma aldeia a poucos quilômetros de Paris. Pode-se supor que ele substituiu Nicolas Huau, o arquiteto anterior que morreu em 1626.
Foi este pequeno castelo de três que estava para vir a ser o núcleo do grande Palácio de Versalhes construído por Luís XIV da França. O Chateau original de Le Roy era de uma construção simples. Suas paredes eram de pedra cor de creme que enquadraram painéis de estuque. Estes painéis foram pintados para se assemelharem a tijolos. O telhado do palácio era de ardósia azul. Quanto as cores empregadas pelo arquiteto houve coincidência, mas reflete o vermelho, branco e azul da farda do Rei.

## Na cultura popular
Philibert Le Roy é representado pelo ator Christian Casadesus no filme Si Versailles m'était conté.

## Leitura de apoio
- Edited by William Doyle (2001). Old Regime France 1648-1788. Oxford: Oxford University Press. ISBN 0-19-873129-9